# Wittmayer
Wittmayer est le nom d'une des principales marques de clavecins allemandes du XXe siècle.
Le fondateur Kurt Wittmayer était originaire de Roumanie. Son activité démarre en 1929 à Gartenberg ; elle est ensuite transférée à Wolfratshausen et organisée 
pour fabriquer des instruments modernes en série (Serieninstrumente). La production est interrompue par la guerre mais reprend à la fin des hostilités pour (re)devenir l'une des plus importantes d'Allemagne et du monde : elle est de l'ordre de 400 instruments par an vers la fin des années 1960, seulement dépassée par Sperrhake. 
Les clavecins Wittmayer passaient pour être difficiles à entretenir, du fait d'une conception complexe. 
Dans les années 1960, Wittmayer expérimente l'intégration d'un système d'amplification électronique dans son plus gros modèle, tentative sans lendemain. 
La gamme comprenait les modèles « Klein-Cembalo », « Christofori » (sic), « Scarlatti », « Chambonnières », « Frescobaldi », « Monteverdi » et « Bach » ainsi que des épinettes et clavicordes.

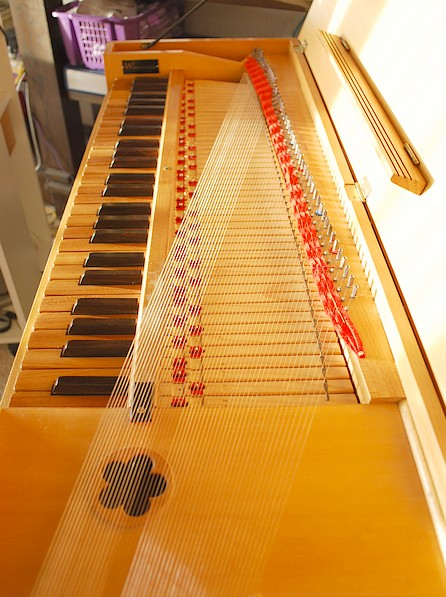
Clavicorde K. Wittmayer (vers 1950-60). Produit un son très doux, nuancé en fonction du toucher.

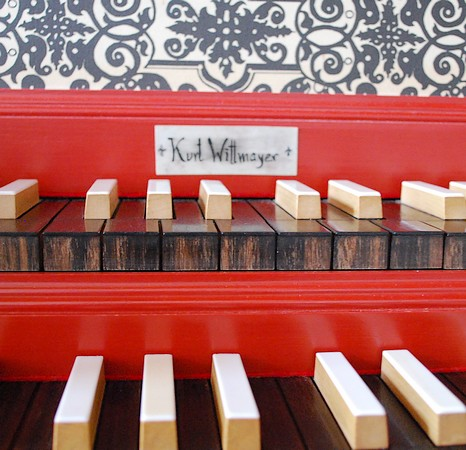
Signature du clavecin vu à Wangen-a.-der-Aare en 2011 (canton de Berne, CH).

Dès la fin des années 1960, l'entreprise se tournait vers la production de copies de modèles anciens. La Manufacture Wittmayer réalisa, notamment, des copies de clavecins Ruckers à 2 claviers. Pour preuve de cette évolution importante chez ce facteur, un de ces clavecins Wittmayer « dernière manière » ou sur le mode de la « reconstruction historique », était exposé en l'église catholique de Wangen-an-der-Aare (Suisse, canton de Berne) en 2011. En voici, ci-contre, à droite, deux clichés (sous le cliché du clavicorde) : 

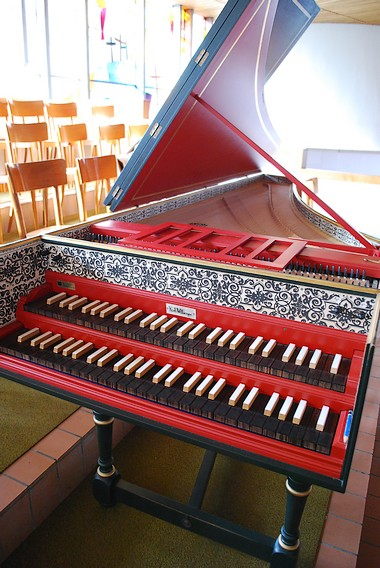
Clavecin K. Wittmayer vu en 2011 (Wangen-a.-der-Aare, CH), copie d'inspiration Ruckers (flamand).